# Wait and Bleed
«Wait and Bleed»  —en español: «Espero y sangro»— es una canción de la banda estadounidense de metal alternativo Slipknot. La canción fue lanzada el 16 de marzo de 2000 como el primer sencillo de su álbum debut auto-titulado.

## Recepción
Slipknot obtuvo su primera nominación al premio Grammy en 2001 a la Mejor Interpretación de Metal, aunque perdió contra "Elite" de Deftones. La canción goza de un grado de éxito comercial, alcanzando el número 34 en la lista Mainstream Rock Tracks  y el número 27 en el UK Singles Chart. También se clasificó en el número 36 en la lista de "VH1 40 Greatest Metal Songs".

## Video musical
Hay dos videos musicales de "Wait and Bleed", el primero, dirigido por Thomas Mignone, el cual ofrece imágenes de una presentación en vivo de la canción con el tema de estudio ya mezclado. La segunda, conocida como la "versión Claymation", representa a los nueve miembros de la banda como pequeños muñecos animados, como criaturas dentro de un laboratorio habitado por un hombre que está tratando de atraparlos. Finalmente, la banda rompe un frasco que tenía insectos y hacen caer al hombre al suelo mientras Chris Fehn riega combustible sobre el hombre, y luego Shawn le prende fuego a este.

## Listado de canciones
| CD, sencillo |                                               |          |  |
| N.º          | Título                                        | Duración |  |
| 1.           | «Wait And Bleed» (Terry Date Mix)             | 2:33     |  |
| 2.           | «Spit it Out» (Overcaffeinated Hyper Version) | 2:27     |  |
| 3.           | «(SIC)» (Molt-Injected Mix)                   | 3:28     |  |
| 4.           | «Wait And Bleed»                              | Video    |  |

## Personal
| - (#8) Corey Taylor – voz - (#7) Mick Thomson – guitarra - (#4) Jim Root – guitarra - (#2) Paul Gray – bajo - (#1) Joey Jordison – batería - (#6) Shawn Crahan – Percusión - (#3) Chris Fehn – percusión - (#0) Sid Wilson – tornamesa - (#5) Craig Jones – Sampler - (#4) Josh Brainard - guitarra (1995-1999) | - Ross Robinson – Productor - Terry Date – productor de "Wait and Bleed" (Terry Date Mix) - Chuck Johnson – productor de "Spit It Out" (Hyper Version) |